# Патрульні кораблі проєкту 22160
Патрульні кораблі проєкту 22160 класу «Василь Биков» — серія російських патрульних кораблів (корветів) 3-го рангу з керованим ракетним озброєнням ближньої та дальньої морської зони розроблені в «Північному ПКБ» та побудовані на АТ «Зеленодольський завод імені А. А. М. Горького» для поповнення корабельного складу Військово-морського флоту Росії.
Призначені для несення патрульної служби з охорони територіальних вод, патрулювання 200-мильної виключної економічної зони у відкритих і закритих морях, припинення контрабандної та піратської діяльності, пошуку та надання допомоги постраждалим при морських катастрофах, екологічного моніторингу навколишнього середовища у мирний час на переході морем, а також військово-морських баз і водних районів з метою попередження про напад різних сил і засобів противника — у військовий час, а також операцій у дальній морській та океанській зонах.
За характеристиками та завданнями патрульні кораблі проєкту 22160 близькі до подібних багатофункціональних офшорних патрульних кораблів (OPV, MSOPV), які популярні останнім часом у багатьох флотах світу.

## Історія
Корабель спроєктований у «Північному ПКБ»; це перший російський корабель із застосуванням модульної концепції озброєння.
Замовлено шість представників проєкту; будівництво ведеться на Зеленодольському заводі, а також на заводі «Затока» (два кораблі). Перший головний корабель серії «Василий Быков» було закладено 26 лютого 2014 року та спущено на воду 28 серпня 2017 року; увійшов до складу Чорноморського флоту 20 грудня 2018 року.
У квітні 2014 року йшлося про плани щодо збільшення серії з 6 до 12 одиниць, а також щодо базування кораблів даного проєкту на Чорноморському та Північному флотах. На Чорноморський флот планується передати 6 таких корветів, однак через критику цього проєкту не виключено, що ВМФ Росії більше не замовлятиме ці кораблі.

## Конструкція
На кораблях проєкту 22160 вперше у російській практиці буде реалізовано модульний принцип.
|                                                                  | Частина озброєння на кораблі постійна, і воно монтується при будівництві. Є місця, на яких можна в ході ремонту розмістити додаткове озброєння. І є місця під знімні модулі будь-якого призначення, які в процесі експлуатації можна змінювати залежно від розв'язуваних завдань |
| — Володимир Свиридопуло, Генеральний директор ВАТ «Северное ПКБ» | |

### Силова установка
Спочатку передбачалася установка дизель-редукторного агрегату на базі чотирьох німецьких V-20-циліндрових дизелів 20V4000G63L «MTU» та редукторів «ZF», які стоять на кораблі «Василий Быков», але у зв'язку із санкціями було виконано імпортозаміщення і на кораблі встановлюється російська головна енергоустановка, яка складається з двох двовальних дизель-реверс-редукторних агрегатів ДРРА -6000 на базі двох чотиритактних V-подібних 16-циліндрових дизельних двигунів з турбонаддуванням 10Д49 «Коломенський завод» (потужність 10400 кінських сил), що працюють на два вали з гвинтами фіксованого кроку, реверс-редукторна передача виробництва ПАТ «Зірка», локальна система керування НВО «Аврора».

### Озброєння

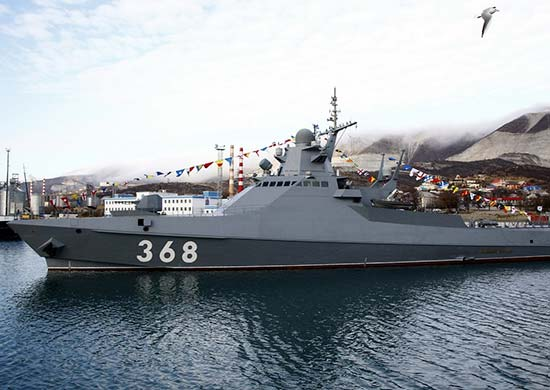
Патрульний корабель «Василий Быков» Новоросійської військово-морської бази Чорноморського флоту

Артилерійське озброєння проєкт складається з універсальної артилерійської установки АК-176 МА з можливістю ураження морських, берегових та повітряних цілей. Боєкомплект — 152 постріли у вежі та 152 постріли у льоху.
Для протиповітряної та протиракетної оборони передбачається, крім артилерійської установки, використовувати ПЗРК «Ігла-С» (комплект до 8 шт) та апаратуру РЕП.
На кораблі передбачено базування 12-тонного вертольота, у тому числі бойових Ка-29 та Ка-52К, для яких обладнаний постійний ангар, льохи для боєзапасу та зарезервовано 30 кубічних метрів палива. Окремий ангар обладнаний в бортовій надбудові для БПЛА, що базуються на кораблі.
У кормовому сліпі корабля передбачено базування броньованого десантно-штурмового човна проєкту 02800.
Для протидиверсійної оборони на проєкті встановлено два дистанційно-керовані гранатомети ДП-65 та два 12,7 мм кулемета «Корд». Також корабель комплектується двома ручними протидиверсійними гранатометами ДП-64.
На кораблі декларовано можливість встановлення модульного контейнерного озброєння та оснащення, у тому числі крилатих ракет «Калібр» або ПКР «Уран», нині на озброєнні флоту таких систем немає, але у серпні 2020 року вони проходили випробування на кораблі «Василий Быков» на випробувальних полігонах Північного флоту, а поки що у ВМФ Росії з контейнерного спорядження широко застосовуються тільки водолазні контейнери.
Ідуть випробування контейнерної гідроакустичної станції «Мінотавр-ІСПН-М.2»

### Мореплавність
Для проєкту заявлені хороша життєздатність і мореплавство, а також можливість використання озброєння при хвилюванні моря до 5 балів. Заявлена автономність патрульного корабля проєкту 22160 перевищує автономність сучасних фрегатів проєкту 11356Р та проєкту 22350 набагато більшої розмірності.

## Представники проєкту
Кораблі будівлі АТ «Зеленодольський завод імені О. О. М. Горького» (* Фактичний будівельник ТОВ «СЗ „Затока“»)
| № | Назва             | Бортовий № | Заводський № | Закладка   | Спуск на воду | Передача замовнику | Місце служби | Примітки            |
| - | ----------------- | ---------- | ------------ | ---------- | ------------- | ------------------ | ------------ | ------------------- |
| 1 | «Василь Биков»    | 368        | 161          | 26.02.2014 | 28.08.2017    | 20.12.2018         | ЧФ           | У строю             |
| 2 | «Дмитро Рогачов»  | 375        | 162          | 25.07.2014 | 08.04.2018    | 11.06.2019         | ЧФ           | У строю             |
| 3 | «Павло Державін»  | 363        | 163          | 18.02.2016 | 21.02.2019    | 27.11.2020         | ЧФ           | У строю             |
| 4 | «Сергій Котов»    | 383        | 164          | 08.05.2016 | 29.01.2021    | 30.07.2022         | ЧФ           | Знищений 05.03.2024 |
| 5 | «Віктор Великий»  |            | 165          | 25.11.2016 | 2022          | 12.2022            | ЧФ           | Будується           |
| 6 | «Микола Сип'ягін» |            | 166          | 13.01.2018 | 2023          | 12.2023            | ЧФ           | Будується           |

Кольори таблиці:
- — недобудований або утилізований не спущеним на воду
- — діє у складі ВМФ РФ
- — діючий у складі не російських ВМС або як цивільне судно
- — списаний, утилізований чи втрачений
- — знищений, втрачений у бойових діях
- — знаходиться на зберіганні

Перший корабель серії «Василь Биков» було закладено 26 лютого 2014 року. Спущений на воду 28 серпня 2017 року, восени того ж року відбуксований внутрішніми водними шляхами на завод «Затока» в Керч для добудови. 25 березня 2018 вийшов з Керчі в місто Новоросійськ на державні випробування, що стартували в травні 2018. 20 грудня 2018 року головний патрульний корабель проєкту 22160 «Василь Биков» увійшов до складу Чорноморського флоту.
Другий корабель серії «Дмитро Рогачов» увійшов до складу флоту 11 червня 2019 року, після завершення державних випробувань.
Третій корабель серії «Павло Державін» увійшов до складу флоту 27 листопада 2020 року, після завершення державних випробувань.
Четвертий корвет серії «Сергій Котов» 29.10.2021 вийшов у Чорне море для проведення заводських ходових випробувань. Корабель планували передати ВМФ РФ наприкінці 2021, проте зрештою він вступив у дію лише 16 травня 2022 року, а 30 липня 2022 року відбулися підйом прапора та прийняття до бойового складу ЧФ ВМФ Росії.
Перспективи проєкту
МО РФ не відкидає продовження серії кораблів проєкту 22160. У разі позитивного рішення проєкт буде доопрацьовано — усунуто недоліки, виявлені під час випробувань, та переглянуто комплекс озброєння.

## Бойове застосування

### Російсько-українська війна
В червні 2022 року у Чорному морі було помічено російський корвет проєкту 22160 «Василь Биков» з встановленим ЗРК «Тор-М2КМ» на вертолітному майданчику. На думку українського військового капітана у відставці Андрія Риженка, таким чином росіяни намагаються вберегти свої кораблі від ударів з БПЛА або ж протикорабельних ракет.
Загалом російські військові планували оснастити ЗРК «Тор» й три інші кораблі проєкту 22160 — «Дмитрий Рогачев», «Павел Державин» і «Сергей Котов». Вони мали отримати ЗРК «Тор» на палубі вже до кінця 2022 року — однак зазначалось, що процес установки комплексу залежатиме від досвіду експлуатації ЗРК у бойових умовах (за іншими даними, «Тор-М2КМ» було встановлено не на головному кораблі проєкту, а на корветі «Павел Державин»).
Сам «Василь Биков» брав участь в атаці на острів Зміїний 24 лютого 2022 року в перший день російського вторгнення в Україну 2022 року разом з російським ракетним крейсером «Москва». Це протистояння закінчилося захопленням Росією острова Зміїний. У полон потрапили тринадцять українських прикордонників, які захищали цей острів.
7 березня 2022 року деякі джерела стверджували, що Збройні сили України атакували корабель типу «Василь Биков» з берегової реактивної системи залпового вогню біля берегів Одеси, заявляючи, що корабель було сильно пошкоджено або навіть потоплено. Однак 16 березня 2022 року корабель було помічено на базі Чорноморського флоту Росії в Севастополі без видимих ушкоджень. За «Василя Бикова» було помилково прийнято інше судно, пошкодження отримав МРК «Самум».
29 липня 2022 року кореспондент «Крим. Реалії» фіксував патрульний корабель з обгорілим бортом і пусковою установкою на кормі, що заходив у Севастопольську бухту[джерело?].
5 серпня, близько 09:15, у Севастопольську бухту окупованого Криму все ж зайшов патрульний корабель проєкту 22160 типу «Василь Биков», правий борт якого у районі корми обгорів разом із пусковою установкою. О 09:30 корабель за допомогою буксирів пришвартувався біля Куриної пристані.
4 серпня 2022 року вищезгаданий військово-морський експерт також зафіксував задимлення на кораблі. За його даними корабель намагався замаскуватися димовими приманками, але це йому не допомогло. Відразу ж після цього було чути вибухи, незабаром виник чорний дим. Також експерт вважав, що судно могли підбити українськими ракетами. Цей патрульний корабель проєкту 22160 типу «Василь Биков» на озброєнні має вісім крилатих ракет «Калібр» на один залп.
Вранці 1 серпня 2023 року Міноборони Росії повідомило про нібито безуспішну атаку трьох морських дронів на кораблі «Сергій Котов» і «Василь Биков» за 340 км від Севастополя. Втім, перехоплені радіоповідомлення свідчать про те, що було викликано гелікоптер для евакуації російських моряків. Конкретний постраждалий корабель і масштаб ушкоджень невідомі. 
Після остаточного зриву Чорноморської зернової ініціативи в середині липня 2023 року Росія оголосила ультиматум всім суднам, що прямують до українських чорноморських портів. 13 серпня 2023 року «Василь Биков» здійснив примусовий огляд турецького цивільного суховантажного судна під прапором Палау Sukru Okan майже на межі територіальних вод Туреччини, на північний захід від Босфорської протоки. На палубу турецького суховантажа висадився десант російських військових з гелікоптера Ка-29. При цьому, російське міноборони заявило про застосування екіпажем «Василя Бикова» вогнепальної зброї для попереджувальних пострілів після відсутності реакції капітана Sukru Okan на вимоги зупинитись для проведення обшуку.
14 вересня 2023 року Сили оборони України заявили про ушкодження двох кораблів морськими дронами. Незалежні докази наразі відсутні, масштаб ушкоджень невідомий.
5 березня 2024 року був уражений патрульний корабель «Сергій Котов».